# Puchar Świata w biathlonie 2014/2015
Puchar Świata w biathlonie 2014/2015 – 38. edycja zawodów o Puchar Świata w tej dyscyplinie sportu. Cykl rozpoczął się 30 listopada 2014 biegiem sztafet mieszanych w szwedzkiej miejscowości Östersund, zaś zakończył się 22 marca 2015 w rosyjskim Chanty-Mansyjsku, biegiem masowym kobiet. Na początku marca w Kontiolahti odbyły się mistrzostwa świata, zaliczane do klasyfikacji generalnej.
Obrońcami zwycięstw w klasyfikacji generalnej byli Finka Kaisa Mäkäräinen oraz Francuz Martin Fourcade.
Klasyfikację generalną kobiet wygrała po raz pierwszy w karierze Białorusinka Darja Domraczewa, zdobywając w sumie 1092 punkty, druga Kaisę Mäkäräinen straciła do niej 44 punkty, a 227 trzecia Ukrainka Wałentyna Semerenko. Domraczewa wygrała także klasyfikację sprintu. W końcowej klasyfikacji biegu indywidualnego i biegu na dochodzenie zwyciężyła Mäkäräinen, zaś Niemka Franziska Preuß okazała się bezkonkurencyjna w biegu masowym. Klasyfikację sztafet wygrały Czeszki, natomiast Puchar Narodów Niemki.
W klasyfikacji generalnej mężczyzn od 2011 roku nie ma sobie równych Martin Fourcade wygrał z dorobkiem 1042 punktów, drugi Rosjanin Anton Szypulin zgromadził ich o 64 mniej, zaś trzeci był Słoweniec Jakov Fak zdobywając 883 punkty. Francuz ponadto okazał się najlepszy w sprincie i biegu na dochodzenie. Klasyfikację biegu indywidualnego wygrał Ukrainiec Serhij Semenow, a biegu masowego Szypulin. W klasyfikacji sztafet górą byli Rosjanie, a w Pucharze Narodów pierwsze miejsce przypadło Norwegom.
W przeprowadzonej po raz pierwszy w historii klasyfikacji sztafet mieszanych wygrała reprezentacja Norwegii.

## Kalendarz zawodów
Sezon tradycyjnie rozpoczął się od startów w szwedzkim Östersund, pod koniec listopada. Drugi raz z rzędu pierwszym startem była sztafeta mieszana. Tydzień później biathloniści zagościli w Hochfilzen. W porównaniu do poprzedniego sezonu w kalendarzu zawodów zabrakło miejsca na grudniowe starty we francuskiej miejscowości Le Grand-Bornand. W tym terminie zawodnicy pojechali do Pokljuki, w której w poprzednim sezonie rywalizowali w marcu. Wszystkie styczniowe starty zostały przesunięte o tydzień wprzód. Po Nowym Roku, jak co roku odbyły się zawody w Oberhofie, później w Ruhpolding oraz Anterselvie. W lutym biathloniści rywalizowali w czeskim Novym Mescie oraz w Oslo. Imprezami wieńczącymi sezon były mistrzostwa świata w Kontiolahti oraz starty w Chanty-Mansyjsku na Syberii.

### Zaplanowane starty
- Östersund (30 listopada – 7 grudnia 2014)
- Hochfilzen (12 – 14 grudnia 2014)
- Pokljuka (18 – 21 grudnia 2014)
- Oberhof (7 – 11 stycznia 2015)
- Ruhpolding (14 – 18 stycznia 2015)
- Rasen-Antholz (22 – 25 stycznia 2015)
- Nové Město na Moravě (6 – 8 lutego 2015)
- Oslo/Holmenkollen (12 – 15 lutego 2015)
- Kontiolahti (5 – 15 marca 2015)
- Chanty-Mansyjsk (19 – 22 marca 2015)

## Zwycięzcy

### Kobiety

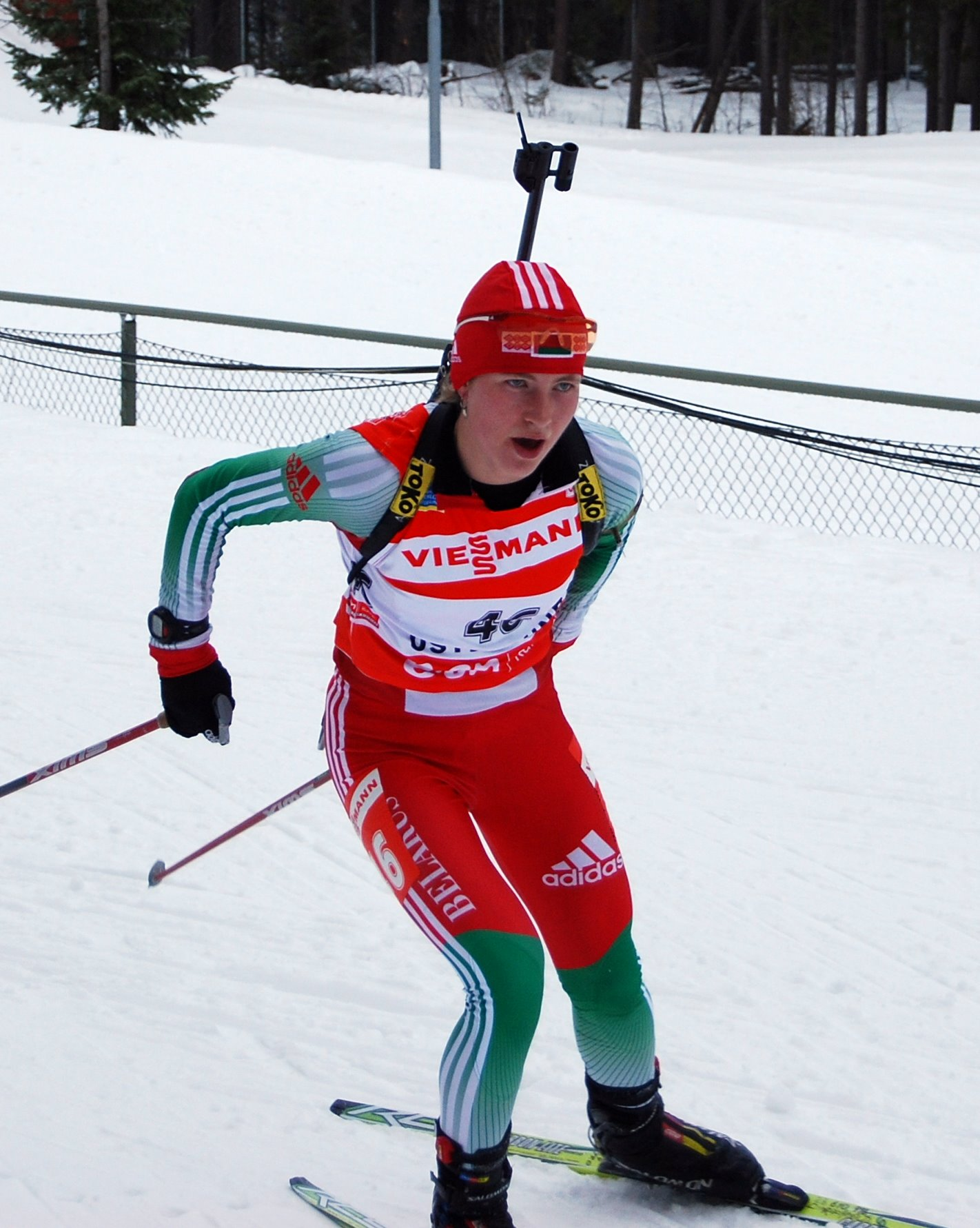
Darja Domraczewa, zwyciężczyni klasyfikacji generalnej Pucharu Świata oraz klasyfikacji sprintu
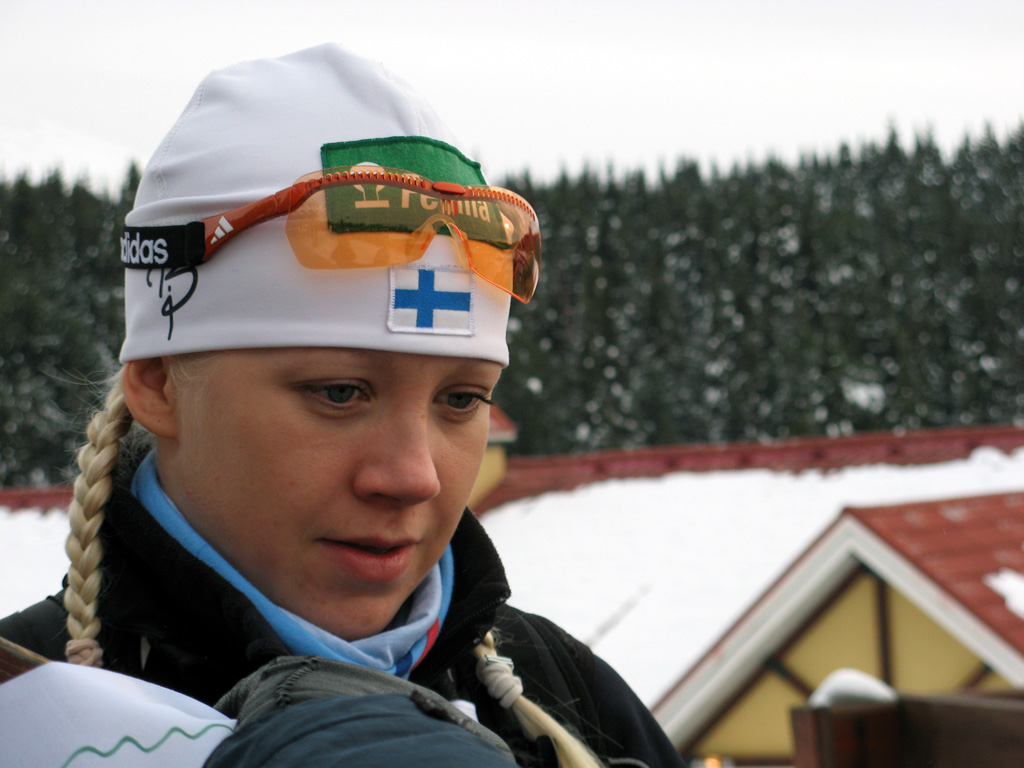
Kaisa Mäkäräinen, zwyciężczyni klasyfikacji biegu na dochodzenie i biegu indywidualnego
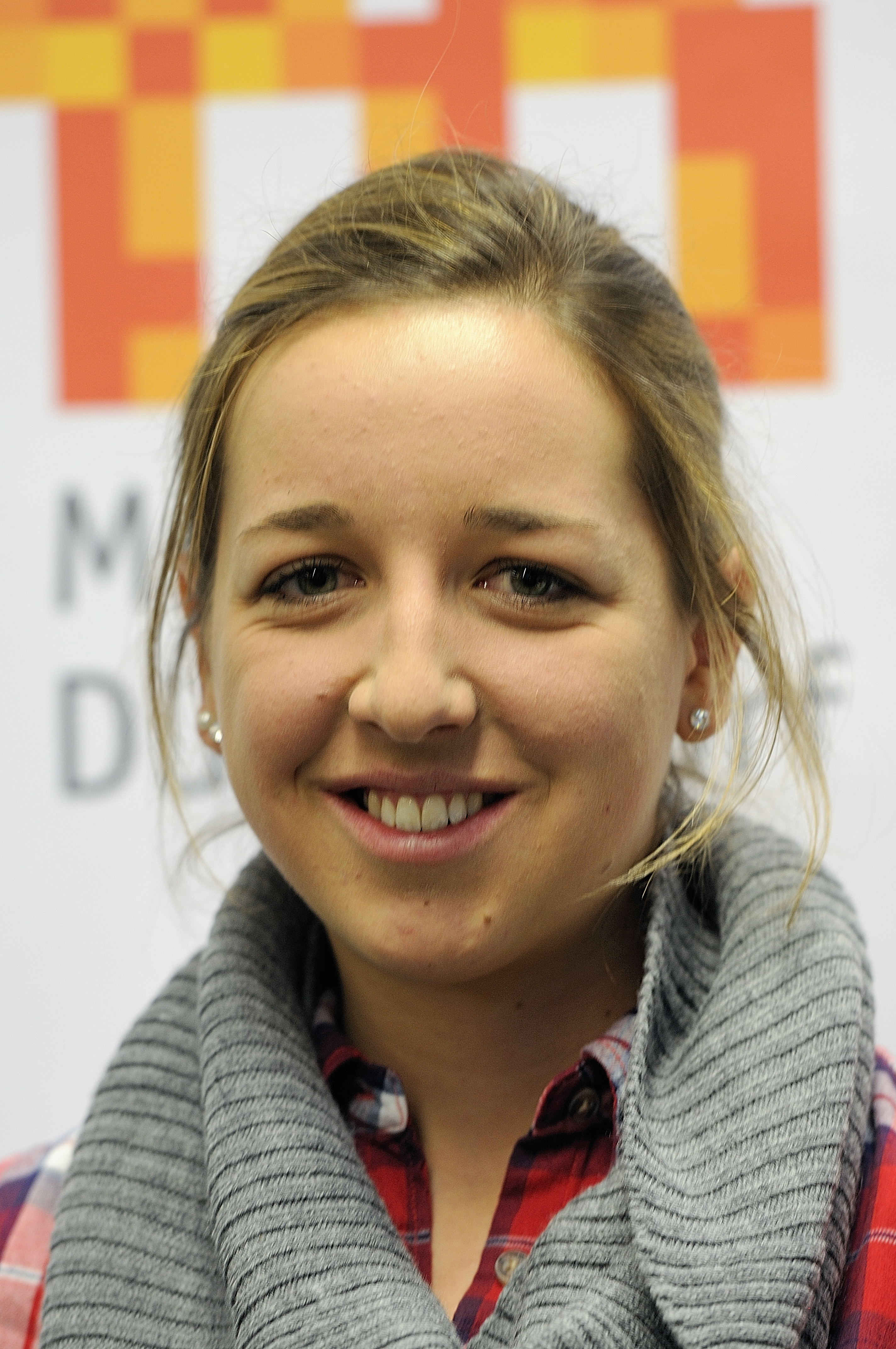
Franziska Preuß, zwyciężczyni klasyfikacji biegu masowego
Reprezentacja Czech, zwycięzca klasyfikacji sztafet
Reprezentacja Niemiec, zwycięzca klasyfikacji Pucharu Narodów

### Mężczyźni

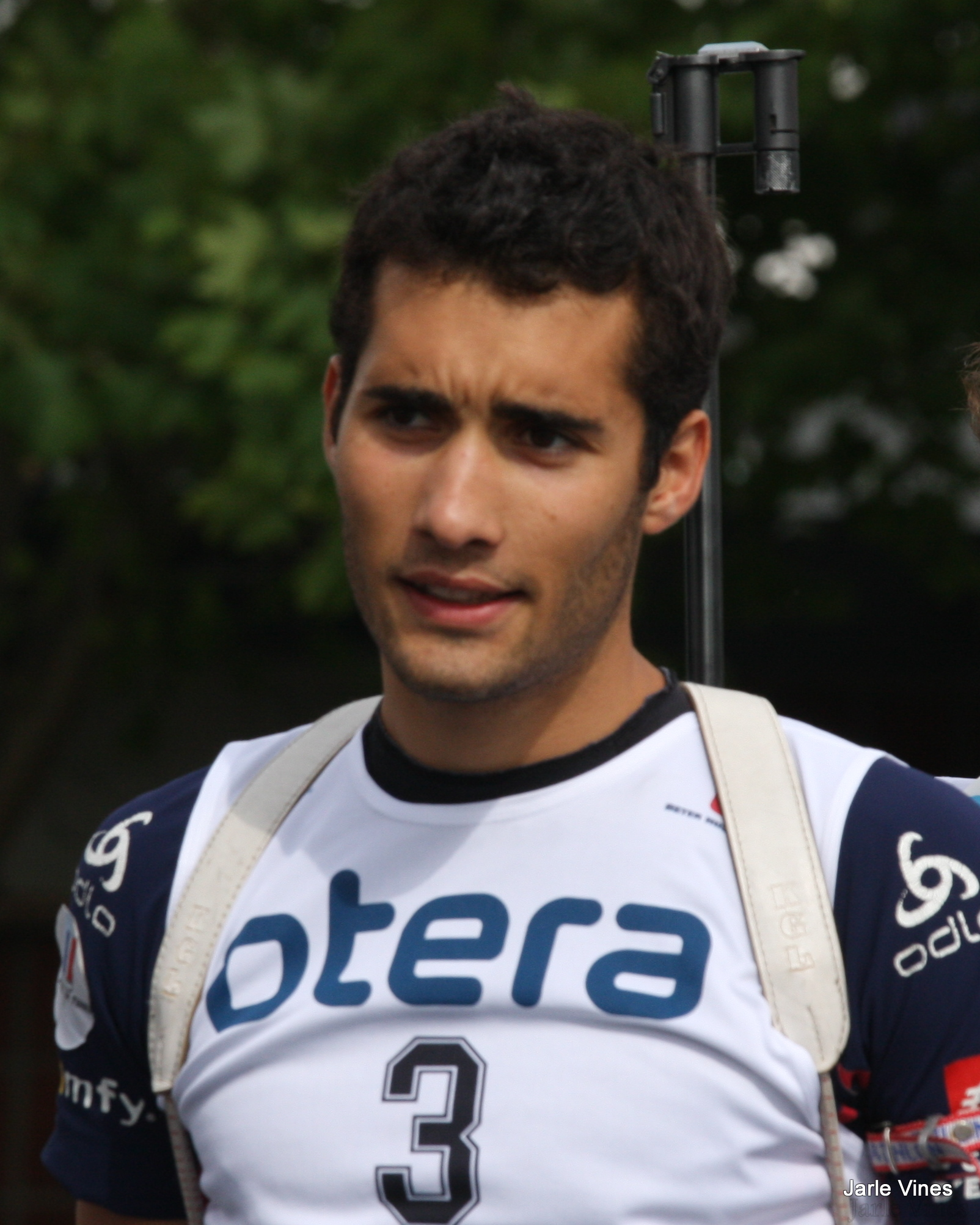
Martin Fourcade, zwycięzca klasyfikacji generalnej Pucharu Świata oraz klasyfikacji sprintu i biegu na dochodzenie
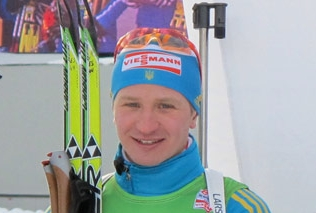
Serhij Semenow, zwycięzca klasyfikacji biegu indywidualnego
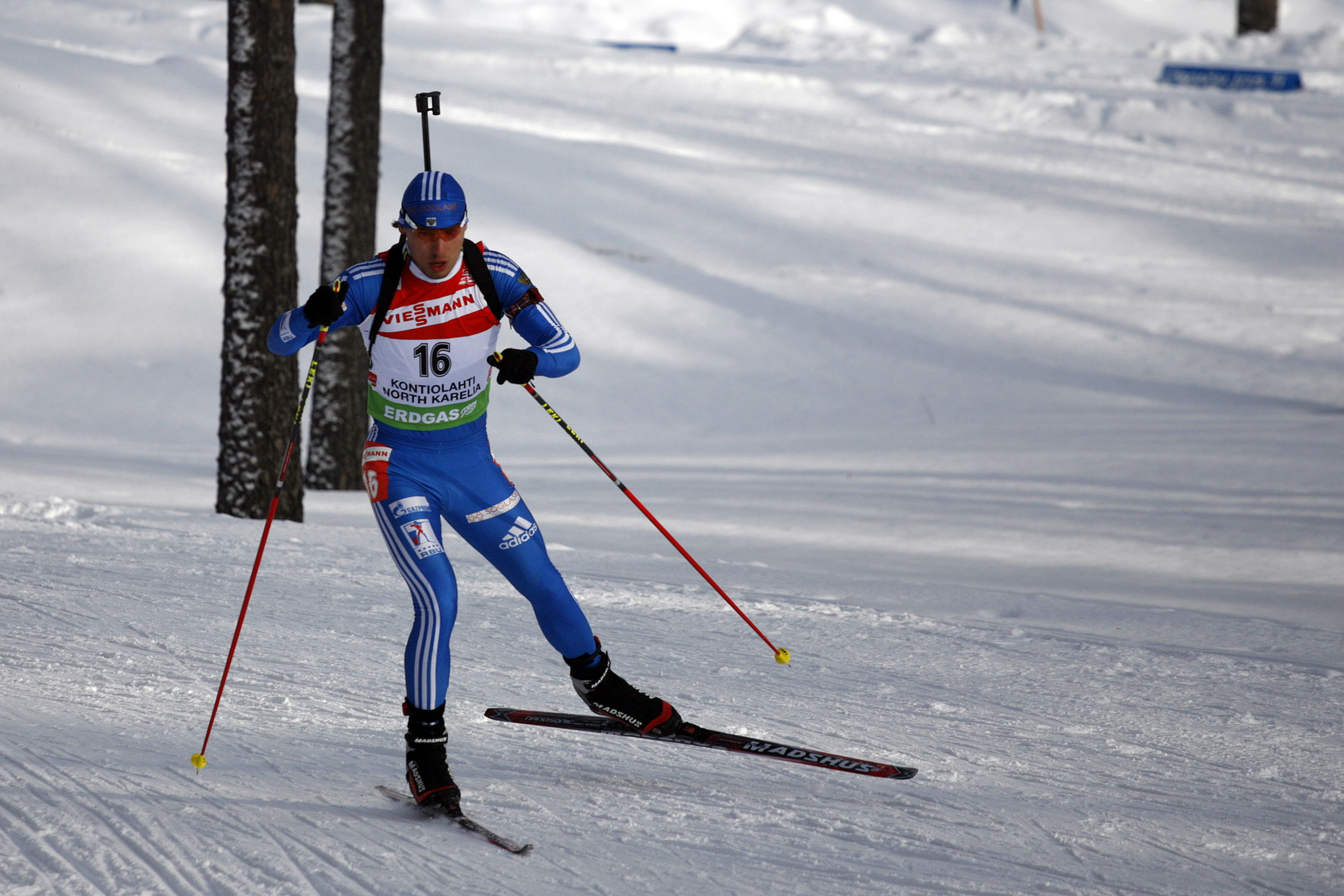
Anton Szypulin, zwycięzca klasyfikacji biegu masowego
Reprezentacja Rosji, zwycięzca klasyfikacji sztafet
Reprezentacja Norwegii, zwycięzca klasyfikacji Pucharu Narodów

### Sztafety mieszane

Reprezentacja Norwegii, zwycięzca klasyfikacji sztafet mieszanych

## Wyniki

### Östersund
| Data         | Konkurencja       | K/M | Zwycięzcy | Top 10 | Polacy | źr.    |
| ------------ | ----------------- | --- | --- | --- | --- | ------ |
| 30 listopada | Sztafeta mieszana | K/M | 1. Francja 1:15:05.5 (0+11) (Bescond, Chevalier, S. Fourcade, M. Fourcade) 2. Norwegia +0.2 (1+11) (Solemdal, Eckhoff, Christiansen, Birkeland) 3. Niemcy +0.2 (0+9) (F. Hildebrand, Preuß, Peiffer, Schempp) | 4. Ukraina 5. Włochy 6. Słowenia 7. USA 8. Austria 9. Czechy 10. Szwecja                                                                                 | 14. Polska +2:28.9 (0+8) (Guzik, Gwizdoń, Szczurek, Pływaczyk) | [ 4 ]  |
| 3 grudnia    | Bieg indywidualny | M   | 1. Emil Hegle Svendsen 53:25.6 (0) 2. Serhij Semenow +1:17.6 (1) 3. Michal Šlesingr +2:08.3 (1) | 4. Erik Lesser 5. Fredrik Lindström 6. Ole Einar Bjørndalen 7. Dominik Landertinger 8. Johannes Thingnes Bø 9. Simon Fourcade 10. Quentin Fillon Maillet | 70. Łukasz Szczurek +9:40.5 (5) 78. Krzysztof Pływaczyk +10:11.2 (5) | [ 5 ]  |
| 4 grudnia    | Bieg indywidualny | K   | 1. Darja Domraczewa 46:43.6 (2) 2. Kaisa Mäkäräinen +27.9 (2) 3. Wałentyna Semerenko +38.1 (0) | 4. Nadieżda Skardino 5. Veronika Vítková 6. Franziska Hildebrand 7. Tiril Eckhoff 8. Jekatierina Głazyrina 9. Elisabeth Högberg 10. Sophie Boilley       | 14. Weronika Nowakowska-Ziemniak +3:45.9 (3) 26. Krystyna Guzik +4:30.6 (2) 32. Magdalena Gwizdoń +4:53.4 (3) 44. Monika Hojnisz +6:30.8 (5) 82. Anna Mąka +10:40.7 (4) | [ 6 ]  |
| 6 grudnia    | Sprint            | M   | 1. Martin Fourcade 24:46.6 (0) 2. Ondřej Moravec +28.3 (0) 3. Jakov Fak +28.7 (0) | 4. Michal Šlesingr 5. Jewgienij Garaniczew 6. Anton Szypulin 7. Emil Hegle Svendsen 8. Ole Einar Bjørndalen 9. Nathan Smith 10. Simon Eder               | 78. Łukasz Szczurek +3:22.3 (1) 86. Krzysztof Pływaczyk +3:47.3 (2) | [ 7 ]  |
| 6 grudnia    | Sprint            | K   | 1. Tiril Eckhoff 21:35.5 (1) 2. Veronika Vítková +4.6 (0) 3. Kaisa Mäkäräinen +7.6 (2) | 4. Dorothea Wierer 5. Darja Domraczewa 6. Wałentyna Semerenko 7. Teja Gregorin 8. Karin Oberhofer 9. Franziska Hildebrand 10. Enora Latuillière          | 16. Magdalena Gwizdoń +1:14.5 (2) 28. Weronika Nowakowska-Ziemniak +1:28.6 (1) 32. Krystyna Guzik +1:36.1 (1) 75. Monika Hojnisz +3:02.1 (3) 95. Anna Mąka +4:58.9 (1)  | [ 8 ]  |
| 7 grudnia    | Bieg pościgowy    | M   | 1. Martin Fourcade 33:54.9 (4) 2. Anton Szypulin +10.0 (1) 3. Emil Hegle Svendsen +26.3 (2) | 4. Jakov Fak 5. Dominik Landertinger 6. Simon Schempp 7. Andreas Birnbacher 8. Alexander Os 9. Jean-Guillaume Béatrix 10. Ole Einar Bjørndalen           | Polacy nie startowali | [ 9 ]  |
| 7 grudnia    | Bieg pościgowy    | K   | 1. Kaisa Mäkäräinen 35:01.7 (3) 2. Wałentyna Semerenko +47.9 (4) 3. Dorothea Wierer +48.3 (4) | 4. Darja Domraczewa 5. Teja Gregorin 6. Tiril Eckhoff 7. Veronika Vítková 8. Marine Bolliet 9. Jekatierina Głazyrina 10. Franziska Hildebrand            | 47. Magdalena Gwizdoń +4:52.8 (8) 48. Weronika Nowakowska-Ziemniak +5:01.1 (8) 49. Krystyna Guzik +5:05.9 (8)                                                           | [ 10 ] |

### Hochfilzen
| Data       | Konkurencja    | K/M | Zwycięzcy | Top 10 | Polacy | źr.    |
| ---------- | -------------- | --- | --- | --- | --- | ------ |
| 12 grudnia | Sprint         | K   | 1. Kaisa Mäkäräinen 20:55.6 (1) 2. Karin Oberhofer +10.4 (0) 3. Tiril Eckhoff +29.9 (1) | 4. Olga Podczufarowa 5. Franziska Hildebrand 6. Vanessa Hinz 7. Fanny Welle-Strand Horn 8. Darja Domraczewa 9. Anaïs Bescond 10. Jekatierina Głazyrina | 12. Weronika Nowakowska-Ziemniak +51.6 (1) 26. Magdalena Gwizdoń +1:26.7 (1) 38. Monika Hojnisz +1:35.4 (1) 80. Kinga Mitoraj +3:15.2 (1) 84. Krystyna Guzik +3:24.9 (5) | [ 11 ] |
| 12 grudnia | Sprint         | M   | 1. Johannes Thingnes Bø 24:34.9 (0) 2. Simon Schempp +14.3 (0) 3. Andreas Birnbacher +17.9 (0) | 4. Dominik Landertinger 5. Jakov Fak 6. Tarjei Bø 7. Martin Fourcade 8. Dmitrij Małyszko 9. Emil Hegle Svendsen 10. Ondřej Moravec                     | 90. Mateusz Janik +3:34.8 (2) 95. Łukasz Szczurek +3:52.4 (4) | [ 12 ] |
| 13 grudnia | Sztafeta       | K   | 1. Niemcy 1:11:40.4 (0+8) (Kummer, Hildebrand, Hinz, Preuß) 2. Białoruś +21.1 (0+10) (Skardino, Dubarezawa, Pisariewa, Domraczewa) 3. Czechy +22.2 (0+9) (Puskarčíková, Soukalová, Landová, Vítková)  | 4. Włochy 5. Norwegia 6. Polska 7. Ukraina 8. Rosja 9. Francja 10. Słowenia                                                                            | 6. Polska +47.4 (0+8) (Guzik, Gwizdoń, Nowakowska-Ziemniak, Hojnisz) | [ 13 ] |
| 13 grudnia | Sztafeta       | M   | 1. Rosja 1:16:14.8 (0+1) (Cwetkow, Łapszyn, Małyszko, Szypulin) 2. Francja +20.2 (0+4) (S. Fourcade, Béatrix, Desthieux, M. Forucade) 3. Norwegia +27.9 (0+10) (J. T. Bø, Svendsen, Birkeland, T. Bø) | 4. Austria 5. Niemcy 6. Kanada 7. Czechy 8. Włochy 9. Ukraina 10. Słowenia                                                                             | LPD Polska (2+15) | [ 14 ] |
| 14 grudnia | Bieg pościgowy | K   | 1. Kaisa Mäkäräinen 30:44.8 (1) 2. Jekatierina Głazyrina +34.4 (1) 3. Anaïs Bescond +46.5 (1) | 4. Olga Podczufarowa 5. Rosanna Crawford 6. Karin Oberhofer 7. Franziska Preuß 8. Franziska Hildebrand 9. Julija Dżima 10. Wałentyna Semerenko         | 11. Monika Hojnisz +1:09.4 (1) 36. Magdalena Gwizdoń +3:20.2 (4) 39. Weronika Nowakowska-Ziemniak +3:41.4 (7)                                                            | [ 15 ] |
| 14 grudnia | Bieg pościgowy | M   | 1. Martin Fourcade 32:53.7 (0) 2. Simon Schempp +4.1 (0) 3. Jakov Fak +10.9 (1) | 4. Johannes Thingnes Bø 5. Anton Szypulin 6. Tarjei Bø 7. Andreas Birnbacher 8. Dominik Landertinger 9. Ondřej Moravec 10. Dmitrij Małyszko            | Polacy nie startowali | [ 16 ] |

### Pokljuka
| Data       | Konkurencja    | K/M | Zwycięzcy                                                                                       | Top 10 | Polacy | źr.    |
| ---------- | -------------- | --- | ----------------------------------------------------------------------------------------------- | --- | --- | ------ |
| 18 grudnia | Sprint         | K   | 1. Gabriela Soukalová 20:17.3 (0) 2. Dorothea Wierer +18.4 (1) 3. Wałentyna Semerenko +24.7 (0) | 4. Rosanna Crawford 5. Olga Podczufarowa 6. Darja Domraczewa 7. Weronika Nowakowska-Ziemniak 8. Nicole Gontier 9. Laura Dahlmeier 10. Karin Oberhofer | 7. Weronika Nowakowska-Ziemniak +42.0 (1) 27. Monika Hojnisz +1:13.6 (2) 48. Krystyna Guzik +1:55.3 (1) 62. Patrycja Hojnisz +2:25.9 (1) 73. Magdalena Gwizdoń +2:42.8 (4) | [ 17 ] |
| 19 grudnia | Sprint         | M   | 1. Anton Szypulin 23:18.6 (0) 2. Dominik Landertinger +11.9 (0) 3. Emil Hegle Svendsen+24.1 (0) | 4. Martin Fourcade 5. Jewgienij Garaniczew 6. Simon Schempp 7. Tarjei Bø 8. Quentin Fillon Maillet 9. Maksim Cwietkow 10. Johannes Thingnes Bø        | 59. Grzegorz Guzik +2:06.5 (1) 83. Łukasz Szczurek +3:09.9 (2) | [ 18 ] |
| 20 grudnia | Bieg pościgowy | M   | 1. Emil Hegle Svendsen 30:43.3 (0) 2. Anton Szypulin +17.8 (2) 3. Martin Fourcade +59.5 (1)     | 4. Dominik Landertinger 5. Ondřej Moravec 6. Timofiej Łapszyn 7. Jean-Guillaume Béatrix 8. Johannes Thingnes Bø 9. Benjamin Weger 10. Lukas Hofer     | 57. Grzegorz Guzik +6:02.9 (5) | [ 19 ] |
| 20 grudnia | Bieg pościgowy | K   | 1. Darja Domraczewa 29:55.9 (1) 2. Kaisa Mäkäräinen +10.0 (1) 3. Wałentyna Semerenko +36.8 (1)  | 4. Dorothea Wierer 5. Laura Dahlmeier 6. Nadieżda Skardino 7. Rosanna Crawford 8. Karin Oberhofer 9. Darja Wirołajnen 10. Nicole Gontier              | 15. Weronika Nowakowska-Ziemniak +2:15.3 (4) 22. Krystyna Guzik +2:50.2 (1) 35. Monika Hojnisz +3:34.9 (4)                                                                 | [ 20 ] |
| 21 grudnia | Bieg masowy    | K   | 1. Kaisa Mäkäräinen 34:18.8 (2) 2. Anaïs Bescond +7.6 (0) 3. Nadieżda Skardino +15.8 (0)        | 4. Gabriela Soukalová 5. Wałentyna Semerenko 6. Dorothea Wierer 7. Franziska Hildebrand 8. Franziska Preuß 9. Laura Dahlmeier 10. Veronika Vítková    | 14. Weronika Nowakowska-Ziemniak +1:50.8 (4) | [ 21 ] |
| 21 grudnia | Bieg masowy    | M   | 1. Anton Szypulin 35:16.8 (1) 2. Martin Fourcade +1.2 (1) 3. Simon Eder +1.4 (1)                | 4. Fredrik Lindström 5. Jean-Guillaume Béatrix 6. Tarjei Bø 7. Ondřej Moravec 8. Jakov Fak 9. Nathan Smith 10. Andreas Birnbacher                     | Polacy nie startowali | [ 22 ] |

### Oberhof
| Data        | Konkurencja | K/M | Zwycięzcy | Top 10 | Polacy | źr.    |
| ----------- | ----------- | --- | --- | --- | --- | ------ |
| 7 stycznia  | Sztafeta    | K   | 1. Czechy 1:16:56.0 (0+7) (Puskarčíková, Soukalová, Landová, Vítková) 2. Francja +8,9 (0+8) (Bolliet, Habert, Braisaz, Bescond) 3. Białoruś +1:06.8 (1+8) (Skardino, Dubarezawa, Pisariewa, Domraczewa) | 4. Norwegia 5. Włochy 6. Ukraina 7. Rosja 8. Austria 9. Polska 10. Niemcy                                                                    | 9. Polska +2:59.0 (0+13) (M. Hojnisz, Nowakowska-Ziemniak, Gwizdoń, Guzik)                                                                                              | [ 23 ] |
| 8 stycznia  | Sztafeta    | M   | 1. Rosja 1:15:24.1 (1+12) (Garaniczew, Łapszyn, Małyszko, Szypulin) 2. Norwegia +2,3 (1+10) (Christiansen, Os, J. T. Bø, Bjørndalen) 3. Francja +1:32.3 (1+12) (Fourcade, Béatrix, Desthieux, Maillet)  | 4. Niemcy 5. Ukraina 6. Szwajcaria 7. Bułgaria 8. Kanada 9. Finlandia 10. Estonia                                                            | LPD Polska (8+18) (Pływaczyk, Guzik, Szczurek, Jakubowicz) | [ 24 ] |
| 9 stycznia  | Sprint      | K   | 1. Veronika Vítková 22:40.0 (2) 2. Dorothea Wierer +8.8 (1) 3. Nicole Gontier +19.1 (0) | 4. Franziska Preuß 5. Mari Laukkanen 6. Gabriela Soukalová 7. Vanessa Hinz 8. Karin Oberhofer 9. Nadieżda Skardino 10. Natalja Burdyga       | 11. Weronika Nowakowska-Ziemniak +47.1 (2) 15. Monika Hojnisz +52.5 (1) 38. Krystyna Guzik +2:06.0 (3) 64. Magdalena Gwizdoń +3:31.3 (5) 85. Karolina Pitoń +4:39.9 (6) | [ 25 ] |
| 10 stycznia | Sprint      | M   | 1. Martin Fourcade 27:02.5 (1) 2. Ole Einar Bjørndalen +4.4 (1) 3. Timofiej Łapszyn +17.5 (1) | 4. Johannes Thingnes Bø 5. Benjamin Weger 6. Andrejs Rastorgujevs 7. Roland Lessing 8. Benedikt Doll 9. Krasimir Anew 10. Artem Tyszczenko   | 73. Krzysztof Pływaczyk +3:03.1 (2) 97. Grzegorz Guzik +5:32.5 (6) | [ 26 ] |
| 11 stycznia | Bieg masowy | K   | 1. Darja Domraczewa 42:36.6 (4) 2. Veronika Vítková +14.9 (2) 3. Tiril Eckhoff +21.7 (2) | 4. Kaisa Mäkäräinen 5. Jana Gereková 6. Franziska Preuß 7. Wałentyna Semerenko 8. Darja Wirołajnen 9. Karin Oberhofer 10. Gabriela Soukalová | 13. Weronika Nowakowska-Ziemniak +1:55.0 (3) 26. Monika Hojnisz +4:04.7 (4)                                                                                             | [ 27 ] |
| 11 stycznia | Bieg masowy | M   | 1. Martin Fourcade 44:52.0 (0) 2. Anton Szypulin +13.1 (4) 3. Dmitrij Małyszko +30.7 (3) | 4. Krasimir Anew 5. Michal Šlesingr 6. Andrejs Rastorgujevs 7. Jakov Fak 8. Benedikt Doll 9. Timofiej Łapszyn 10. Simon Schempp              | Polacy nie startowali | [ 28 ] |

### Ruhpolding
| Data        | Konkurencja | K/M | Zwycięzcy | Top 10 | Polacy | źr.    |
| ----------- | ----------- | --- | --- | --- | --- | ------ |
| 14 stycznia | Sztafeta    | K   | 1. Czechy 1:23:57.7 (0+9) (Puskarčíková, Soukalová, Landová, Vítková) 2. Białoruś +1:13.3 (0+6) (Skardino, Kryuko, Pisariewa, Domraceawa) 3. Niemcy +1:39.3 (1+6) (Preuß, Hildebrand, Hinz, Dahlmeier) | 4. Norwegia 5. Ukraina 6. Francja 7. Polska 8. Rosja 9. Włochy 10. Austria                                                                               | 7. Polska +4:14.4 (2+10) (M. Hojnisz, Gwizdoń, Nowakowska-Ziemniak, Guzik)                                                                                                | [ 29 ] |
| 15 stycznia | Sztafeta    | M   | 1. Norwegia 1:09:42.3 (0+8) (Bjørndalen, Bjøntegaard, J. T. Bø, Svendsen) 2. Niemcy +4.6 s (0+4) (Lesser, Birnbacher, Peiffer, Schempp) 3. Rosja +8.4 s (0+8) (Garaniczew, Łapszyn, Wołkow, Szypulin)  | 4. Francja 5. Austria 6. Czechy 7. Słowenia 8. Białoruś 9. Kanada 10. Stany Zjednoczone                                                                  | LAP (18) Polska (0+8) | [ 30 ] |
| 16 stycznia | Sprint      | K   | 1. Fanny Welle-Strand Horn 21:07.4 (0) 2. Darja Domraczewa +3.4 (0) 3. Tiril Eckhoff +9.3 (1) | 4. Wałentyna Semerenko 5. Mari Laukkanen 6. Franziska Hildebrand 7. Kaisa Mäkäräinen 8. Veronika Vítková 9. Dorothea Wierer 10. Jitka Landová            | 17. Monika Hojnisz +1:13.6 (0) 43. Krystyna Guzik +2:10.3 44. Weronika Nowakowska-Ziemniak +2:12.6 (1) 70. Magdalena Gwizdoń +3:19.5 (2) 94. Patrycja Hojnisz +5:48.4 (5) | [ 31 ] |
| 17 stycznia | Sprint      | M   | 1. Johannes Thingnes Bø 23:59.2 (0) 2. Simon Schempp +24.5 (0) 3. Arnd Peiffer +57.9 (1) | 4. Anton Szypulin 5. Andrejs Rastorgujevs 6. Benedikt Doll 7. Benjamin Weger 8. Krasimir Anew 9. Daniel Böhm 10. Michal Šlesingr                         | 60. Krzysztof Pływaczyk +3:00.7 (0) 77. Grzegorz Guzik +3:46.0 (2) | [ 32 ] |
| 18 stycznia | Bieg masowy | K   | 1. Darja Domraczewa 35:17.5 (3) 2. Franziska Preuß +16.5 (2) 3. Veronika Vítková +22.9 (3) | 4. Wałentyna Semerenko 5. Anaïs Bescond 6. Weronika Nowakowska-Ziemniak 7. Kaisa Mäkäräinen 8. Darja Wirołajnen 9. Gabriela Soukalová 10. Nicole Gontier | 6. Weronika Nowakowska-Ziemniak +33.0 (1) | [ 33 ] |
| 18 stycznia | Bieg masowy | M   | 1. Simon Schempp 35:42.8 (0) 2. Quentin Fillon Maillet +0.0 (0) 3. Michal Šlesingr +0.0 (0) | 4. Emil Hegle Svendsen 5. Ole Einar Bjørndalen 6. Anton Szypulin 7. Jean-Guillaume Béatrix 8. Simon Eder 9. Arnd Peiffer 10. Johannes Thingnes Bø        | Polacy nie startowali | [ 35 ] |

### Anterselva
| Data        | Konkurencja    | K/M | Zwycięzcy | Top 10 | Polacy | źr.    |
| ----------- | -------------- | --- | --- | --- | --- | ------ |
| 22 stycznia | Sprint         | M   | 1. Simon Schempp 23:18.8 (0) 2. Jewgienij Garaniczew +14.0 (0) 3. Jakov Fak +20.1 (1) | 4. Benjamin Weger 5. Brendan Green 6. Henrik L’Abée-Lund 7. Anton Szypulin 8. Simon Eder 9. Ole Einar Bjørndalen 10. Ondřej Moravec                  | 84. Grzegorz Guzik +2:57.3 (2) 98. Łukasz Szczurek +4:26.1 (6) | [ 36 ] |
| 23 stycznia | Sprint         | K   | 1. Darja Domraczewa 19:57.8 (0) 2. Kaisa Mäkäräinen +26.9 (1) 3. Laura Dahlmeier +50.4 (0) | 4. Jana Gereková 5. Karin Oberhofer 6. Franziska Hildebrand 7. Nadieżda Skardino 8. Susan Dunklee 9. Franziska Preuß 9. Weronika Nowakowska-Ziemniak | 9. Weronika Nowakowska-Ziemniak +1:11.0 (1) 33. Monika Hojnisz +1:56.0 (2) 45. Magdalena Gwizdoń +2:15.8 (1) 65. Karolina Pitoń +2:59.5 (3) 75. Krystyna Guzik +3:16.7 (3) | [ 37 ] |
| 24 stycznia | Bieg pościgowy | M   | 1. Simon Schempp 31:27.9 (2) 2. Simon Eder +0.1 (1) 3. Jewgienij Garaniczew +1.1 (1) | 4. Ole Einar Bjørndalen 5. Martin Fourcade 6. Erik Lesser 7. Jakov Fak 8. Simon Fourcade 9. Dmytro Pidruczny 10. Arnd Peiffer                        | Polacy nie startowali | [ 38 ] |
| 24 stycznia | Bieg pościgowy | K   | 1. Darja Domraczewa 30:58.5 (1) 2. Darja Wirołajnen +1:21.1 (1) 3. Kaisa Mäkäräinen +1:29.0 (3) | 4. Franziska Hildebrand 5. Marie Dorin Habert 6. Susan Dunklee 7. Jana Gereková 8. Karin Oberhofer 9. Franziska Preuß 10. Dorothea Wierer            | 14. Weronika Nowakowska-Ziemniak +2:25.1 (3) 22. Monika Hojnisz +2:52.4 (2) 47. Magdalena Gwizdoń +7:06.6 (6)                                                              | [ 39 ] |
| 25 stycznia | Sztafeta       | M   | 1. Norwegia 1:15:36.7 (0+5) (Bjørndalen, T. Bø, J. T. Bø, Svendsen) 2. Niemcy +16.4 (0+7) (Lesser, Böhm, Peiffer, Schempp) 3. Francja +42.0 (0+5) (Fourcade, Fillon Maillet, Desthieux, Béatrix)       | 4. Austria 5. Rosja 6. Czechy 7. Ukraina 8. Stany Zjednoczone 9. Kanada 10. Włochy                                                                   | LPD (20) Polska (0+12) (Pływaczyk, G. Guzik, Szczurek, Jakubowicz) | [ 40 ] |
| 25 stycznia | Sztafeta       | K   | 1. Niemcy 1:18:47.7 (2+10) (Hildebrand, Preuß, Kummer, Dahlmeier) 2. Czechy +35.0 (0+15) (Puskarčíková, Soukalová, Landová, Vítková) 3. Ukraina +45.3 (3+14) (Dżima, Burdyga, Abramowa, Wa. Semerenko) | 4. Rosja 5. Francja 6. Białoruś 7. Włochy 8. Szwajcaria 9. Polska 10. Kanada                                                                         | 9. Polska +3:10.1 (2+15) (M. Hojnisz, Nowakowska-Ziemniak, Pitoń, Guzik)                                                                                                   | [ 41 ] |

### Nove Město
| Data     | Konkurencja                  | K/M | Zwycięzcy | Top 10 | Polacy                                                                                  | źr.    |
| -------- | ---------------------------- | --- | --- | --- | --------------------------------------------------------------------------------------- | ------ |
| 6 lutego | Pojedyncza sztafeta mieszana | K/M | 1. Rosja 35:43,3 (0+0) (Wołkow, Romanowa) 2. Norwegia +21,5 (0+0) (Olsbu, L’Abée-Lund) 3. Ukraina +24,6 (0+0) (Dżima, Tyszczenko)                                                            | 4. Niemcy 5. Francja 6. Szwecja 7. Białoruś 8. Bułgaria 9. Stany Zjednoczone 10. Japonia                                                 | 17. Polska +4:24,1 (5+1) (G. Guzik, K. Guzik)                                           | [ 42 ] |
| 6 lutego | Sztafeta mieszana            | K/M | 1. Norwegia 1:12:49,2 (0+6) (Horn, Eckhoff, J. T. Bø, T. Bø) 2. Czechy +4,1 (0+5) (Vítková, Soukalová, Šlesingr, Moravec) 3. Ukraina +1:21,3 (1+7) (Warwyneć, Semerenko, Pidruczny, Semenow) | 4. Rosja 5. Francja 6. Niemcy 7. Stany Zjednoczone 8. Słowenia 9. Austria 10. Słowacja                                                   | LPD. Polska (1+14) (Mąka, Pitoń, Pływaczyk, Szczurek)                                   | [ 43 ] |
| 7 lutego | Sprint                       | K   | 1. Laura Dahlmeier 21:33.4 (0) 2. Franziska Hildebrand +1.0 (0) 3. Veronika Vítková +13.9 (1)                                                                                                | 4. Darja Domraczewa 5. Marie Dorin Habert 6. Wałentyna Semerenko 7. Kaisa Mäkäräinen 8. Coline Varcin 9. Susan Dunklee 10. Anaïs Bescond | 26. Krystyna Guzik +1:15.7 (1) 52. Karolina Pitoń +2:28.1 (3) 75. Anna Mąka +3:51.0 (3) | [ 44 ] |
| 7 lutego | Sprint                       | M   | 1. Jakov Fak 24:09.9 (0) 2. Simon Schempp +12.8 (0) 3. Jean-Guillaume Béatrix +26.0 (0) | 4. Martin Fourcade 5. Michal Šlesingr 6. Anton Szypulin 7. Nathan Smith 8. Serhij Semenow 9. Arnd Peiffer 10. Johannes Thingnes Bø       | 52. Łukasz Szczurek +2:14.0 (1) 61. Grzegorz Guzik +2:33.7 (2) DNS Krzysztof Pływaczyk  | [ 45 ] |
| 8 lutego | Bieg pościgowy               | K   | 1. Darja Domraczewa 35:22,3 (4) 2. Kaisa Mäkäräinen +6,8 (4) 3. Laura Dahlmeier +14,9 (3) | 4. Vanessa Hinz 5. Gabriela Soukalová 6. Jekatierina Głazyrina 7. Julija Dżima 8. Éva Tófalvi 9. Wałentyna Semerenko 10. Iryna Kryuko    | 22. Krystyna Guzik +2:14,6 (4) 45. Karolina Pitoń +6:04,3 (7)                           | [ 46 ] |
| 8 lutego | Bieg pościgowy               | M   | 1. Jakov Fak 37:24,9 (1) 2. Simon Schempp +4,4 (1) 3. Martin Fourcade +13,3 (0) | 4. Serhij Semenow 5. Nathan Smith 6. Jewgienij Garaniczew 7. Andreas Birnbacher 8. Erik Lesser 9. Arnd Peiffer 10. Fredrik Lindström     | 53. Łukasz Szczurek +6:41.1 (5)                                                         | [ 47 ] |

### Oslo/Holmenkollen
| Data      | Konkurencja       | K/M | Zwycięzcy | Top 10 | Polacy | źr.    |
| --------- | ----------------- | --- | --- | --- | --- | ------ |
| 12 lutego | Bieg indywidualny | K   | 1. Kaisa Mäkäräinen 43:54,8 (0) 2. Darja Domraczewa +1:18,3 (1) 3. Veronika Vítková +1:20,9 (0) | 4. Laura Dahlmeier 5. Monika Hojnisz 6. Julija Dżima 7. Iryna Warwyneć 8. Franziska Hildebrand 9. Gabriela Soukalová 10. Anaïs Bescond                                           | 5. Monika Hojnisz +2:51,5 (0) 23. Weronika Nowakowska-Ziemniak +5:03,3 (3) 42. Krystyna Guzik +7:28,4 (2) 69. Karolina Pitoń +10:01,1 (4) | [ 48 ] |
| 12 lutego | Bieg indywidualny | M   | 1. Martin Fourcade 51:27,4 (0) 2. Jewgienij Garaniczew +14,2 (0) 3. Serhij Semenow +48,8 (0) | 4. Jakov Fak 5. Benjamin Weger 6. Johannes Thingnes Bø 7. Anton Szypulin 8. Michal Šlesingr 9. Erik Lesser 10. Maksim Cwietkow                                                   | 51. Łukasz Szczurek +5:27,4 (0) 89. Grzegorz Guzik +11:05,9 (6)                                                                           | [ 49 ] |
| 14 lutego | Sprint            | K   | 1. Darja Domraczewa 20:35,7 (0) 2. Laura Dahlmeier +14,3 (0) 3. Marie Dorin Habert +29,9 | 4. Anaïs Bescond 5. Gabriela Soukalová 6. Dorothea Wierer 7. Monika Hojnisz 8. Tiril Eckhoff 9. Olga Podczufarowa 10. Wałentyna Semerenko 10. Darja Wirołajnen 10. Jana Gereková | 7. Monika Hojnisz +50,8 (0) 20. Weronika Nowakowska-Ziemniak+1:02,6 (1) 50. Krystyna Guzik +1:54,6 (1) 82. Karolina Pitoń +3:13,7 (3)     | [ 50 ] |
| 14 lutego | Sprint            | M   | 1. Arnd Peiffer 24:57,0 (0) 2. Martin Fourcade +3,3 (0) 3. Anton Szypulin +15,4 (0) | 4. Andreas Birnbacher 5. Lars Helge Birkeland 6. Quentin Fillon Maillet 7. Ondřej Moravec 8. Johannes Thingnes Bø 9. Dominik Landertinger 10. Jewgienij Garaniczew               | 82. Łukasz Szczurek +3:18,5 (2) 89. Grzegorz Guzik +3:48,4 (3)                                                                            | [ 51 ] |
| 15 lutego | Sztafeta          | K   | 1. Czechy 1:11:10,6 (0+5) (Puskarčíková, Soukalová, Landová, Vítková) 2. Włochy +28,3 (0+2) (Wierer, Gontier, Sanfilippo, Oberhofer) 3. Francja +45,9 (0+5) (Bescond, Latuillière, Varcin, Dorin Habert) | 4. Niemcy 5. Rosja 6. Ukraina 7. Norwegia 8. Kanada 9. Białoruś 10. Słowacja | 11. Polska +4:19,0 (1+11) · (Hojnisz, Pitoń, Nowakowska-Ziemniak, Guzik)                                                                  | [ 52 ] |
| 15 lutego | Sztafeta          | M   | 1. Rosja 1:16:16,6 (1+5) (Garaniczew, Cwietkow, Małyszko, Szypulin) 2. Niemcy +0,2 (0+6) (Lesser, Birnbacher, Peiffer, Schempp) 3. Austria +50,9 (0+6) (Mesotitsch, Eder, Grossegger, Landertinger)      | 4. Czechy 5. Kanada 6. Francja 7. Ukraina 8. Włochy 9. Norwegia 10. Szwajcaria                                                                                                   | Polacy nie startowali | [ 53 ] |

### Kontiolahti
| Data     | Konkurencja       | K/M | Zwycięzcy | Top 10 | Polacy | źr.    |
| -------- | ----------------- | --- | --- | --- | --- | ------ |
| 5 marca  | Sztafeta mieszana | K/M | 1. Czechy 1:20:27.2 (0+8) (Vítková, Soukalová, Michal Šlesingr, Ondřej Moravec) 2. Francja +20.2 (0+8) (Bescond, Dorin Habert, Béatrix, M. Fourcade) 3. Norwegia +27.7 (1+3) (Horn, Eckhoff, J. T. Bø, T. Bø) | 4. Białoruś 5. Austria 6. Niemcy 7. Włochy 8. Stany Zjednoczone 9. Finlandia 10. Rosja                                                                | 14. Polska +3:14.6 (0+3) (Pitoń, Gwizdoń, Szczurek, Pływaczyk)                                                                              | [ 54 ] |
| 7 marca  | Sprint            | M   | 1. Johannes Thingnes Bø 24:12.8 (1) 2. Nathan Smith +12.1 (1) 3. Tarjei Bø +25.3 (0) | 4. Simon Fourcade 5. Erik Lesser 6. Jewgienij Garaniczew 7. Michal Šlesingr 8. Władimir Iliew 9. Ondřej Moravec 10. Benedikt Doll                     | 58. Krzysztof Pływaczyk +2:45.2 (2) 63. Łukasz Szczurek +2:54.2 (2) 89. Grzegorz Guzik +4:26.5 (6)                                          | [ 55 ] |
| 7 marca  | Sprint            | K   | 1. Marie Dorin Habert 22:16.18 (1) 2. Weronika Nowakowska-Ziemniak +9.6 (0) 3. Wałentyna Semerenko +19.7 (1)                                                                                                  | 4. Laura Dahlmeier 5. Krystyna Guzik 6. Jekatierina Szumiłowa 7. Magdalena Gwizdoń 8. Andreja Mali 9. Olga Abramowa 10. Franziska Hildebrand          | 2. Weronika Nowakowska-Ziemniak +9.6 (0) 5. Krystyna Guzik +39.7 (1) 7. Magdalena Gwizdoń +51.8 (2) 75. Monika Hojnisz +3:49.4 (6)          | [ 56 ] |
| 8 marca  | Bieg pościgowy    | M   | 1. Erik Lesser 30:47.9 (0) 2. Anton Szypulin +17.0 (1) 3. Tarjei Bø +18.7 (1) | 4. Michal Šlesingr 5. Ole Einar Bjørndalen 6. Władimir Iliew 7. Martin Fourcade 8. Jakov Fak 9. Ondřej Moravec 10. Simon Fourcade                     | 60. Krzysztof Pływaczyk +7:42.6 (8) | [ 57 ] |
| 8 marca  | Bieg pościgowy    | K   | 1. Marie Dorin Habert 30:07.7 (3) 2. Laura Dahlmeier +15.3 (2) 3. Weronika Nowakowska-Ziemniak +31.6 (3) | 4. Jekatierina Szumiłowa 5. Gabriela Soukalová 6. Franziska Hildebrand 7. Darja Domraczewa 8. Krystyna Guzik 9. Dorothea Wierer 10. Olga Abramowa     | 3. Weronika Nowakowska-Ziemniak +31.6 (3) 8. Krystyna Guzik +1:12.2 (2) 17. Magdalena Gwizdoń +2:06.2 (4)                                   | [ 58 ] |
| 11 marca | Bieg indywidualny | K   | 1. Jekatierina Jurłowa 41:32.2 (0) 2. Gabriela Soukalová +23.2 (1) 3. Kaisa Mäkäräinen +24.4 (2) | 4. Dorothea Wierer 5. Darja Wirołajnen 6. Laura Dahlmeier 7. Anaïs Bescond 8. Veronika Vítková 9. Monika Hojnisz 10. Franziska Hildebrand             | 9. Monika Hojnisz +1:22.0 (1) 13. Weronika Nowakowska-Ziemniak +2:45.6 (2) 14. Krystyna Guzik +2:51.4 (2) 56. Magdalena Gwizdoń +6:07.5 (5) | [ 59 ] |
| 12 marca | Bieg indywidualny | M   | 1. Martin Fourcade 47:29.4 (1) 2. Emil Hegle Svendsen +20.9 (0) 3. Ondřej Moravec +40.5 (1) | 4. Simon Fourcade 5. Serhij Semenow 6. Ole Einar Bjørndalen 7. Johannes Thingnes Bø 8. Simon Schempp 9. Aleksiej Wołkow 10. Jakov Fak                 | 46. Łukasz Szczurek +5:12.6 (2) 71. Krzysztof Pływaczyk +6:40.6 (3) 77. Grzegorz Guzik +7:15.1 (4)                                          | [ 60 ] |
| 13 marca | Sztafeta          | K   | 1. Niemcy 1:11:54.6 (0+6) (F. Hildebrand, Preuß, Hinz, Dahlmeier) 2. Francja +1:00.3 (1+9) (Bescond, Latuillière, Braisaz, Dorin Habert) 3. Włochy +1:06.1 (0+9) (Vitozzi, Oberhofer, Gontier, Wierer)        | 4. Rosja 5. Norwegia 6. Ukraina 7. Białoruś 8. Czechy 9. Szwecja 10. Kanada                                                                           | 13. Polska +3:52.3 (3+11) (M. Hojnisz, Gwizdoń, Nowakowska-Ziemniak, Guzik)                                                                 | [ 61 ] |
| 14 marca | Sztafeta          | M   | 1. Niemcy 1:13:49,5 (0+3) (Lesser, Böhm, Peiffer, Schempp) 2. Norwegia +15,4 (0+6) (Bjørndalen, T. Bø, J. T. Bø, Svendsen) 3. Francja +33,6 (0+4) (S. Fourcade, Béatrix, Maillet, M. Fourcade)                | 4. Rosja 5. Austria 6. Czechy 7. Szwajcaria 8. Słowenia 9. Ukraina 10. Białoruś                                                                       | LAP (20) Polska (1+10) (Janik, Szczurek, G. Guzik, Pływaczyk)                                                                               | [ 62 ] |
| 15 marca | Bieg masowy       | K   | 1. Wałentyna Semerenko 34:32.9 (0) 2. Franziska Preuß +6.2 (1) 3. Karin Oberhofer +12.6 (2) | 4. Darja Domraczewa 5. Gabriela Soukalová 6. Franziska Hildebrand 7. Laura Dahlmeier 8. Marie Dorin Habert 9. Anaïs Bescond 10. Jekatierina Szumiłowa | 17. Krystyna Guzik +1:33.7 (2) 19. Magdalena Gwizdoń +1:38.2 (2) 23. Weronika Nowakowska-Ziemniak +2:21.3 (5)                               |        |
| 15 marca | Bieg masowy       | M   | 1. Jakov Fak 36:24.9 (1) 2. Ondřej Moravec +1.0 (1) 3. Tarjei Bø +3.7 (1) | 4. Ole Einar Bjørndalen 5. Michal Šlesingr 6. Johannes Thingnes Bø 7. Anton Szypulin 8. Simon Schempp 9. Simon Fourcade 10. Martin Fourcade           | Polacy nie startowali |        |

### Chanty-Mansyjsk
| Data     | Konkurencja    | K/M | Zwycięzcy                                                                                     | Top 10 | Polacy                                       | źr.    |
| -------- | -------------- | --- | --------------------------------------------------------------------------------------------- | --- | -------------------------------------------- | ------ |
| 19 marca | Sprint         | M   | 1. Martin Fourcade 23:47,0 (0) 2. Anton Szypulin +13,0 (0) 3. Benedikt Doll +18,3 (1)         | 4. Andrejs Rastorgujevs 5. Nathan Smith 6. Arnd Peiffer 7. Fredrik Lindström 8. Simon Fourcade 9. Ole Einar Bjørndalen 10. Johannes Kühn          | Polacy nie startowali                        | [ 63 ] |
| 20 marca | Sprint         | K   | 1. Kaisa Mäkäräinen 19:49,1 (1) 2. Laura Dahlmeier +14,2 (1) 3. Darja Domraczewa +15,5 (2)    | 4. Veronika Vítková 5. Dorothea Wierer 6. Franziska Preuß 7. Karin Oberhofer 8. Luise Kummer 9. Wałentyna Semerenko 10. Gabriela Soukalová        | 39. Weronika Nowakowska-Ziemniak +2:14,5 (4) | [ 64 ] |
| 21 marca | Bieg pościgowy | K   | 1. Darja Domraczewa 28:14,4 (1) 2. Laura Dahlmeier +15,7 (0) 3. Franziska Preuß +15,9 (0)     | 4. Kaisa Mäkäräinen 5. Veronika Vítková 6. Wałentyna Semerenko 7. Jekatierina Jurłowa 8. Dorothea Wierer 9. Anaïs Bescond 10. Gabriela Soukalová  | 28. Weronika Nowakowska-Ziemniak +3:27,5 (2) | [ 65 ] |
| 21 marca | Bieg pościgowy | M   | 1. Nathan Smith 32:04,9 (1) 2. Benedikt Doll +24,0 (2) 3. Anton Szypulin +35,7 (4)            | 4. Martin Fourcade 5. Daniel Böhm 6. Arnd Peiffer 7. Fredrik Lindström 8. Andrejs Rastorgujevs 9. Michal Šlesingr 10. Jakov Fak                   | Polacy nie startowali                        | [ 66 ] |
| 22 marca | Bieg masowy    | M   | 1. Jakov Fak 38:09,8 (0) 2. Anton Szypulin +10,3 (2) 3. Tarjei Bø +12,5 (1)                   | 4. Simon Fourcade 5. Simon Eder 6. Jean-Guillaume Béatrix 7. Arnd Peiffer 8. Daniel Böhm 9. Johannes Thingnes Bø 10. Benjamin Weger               | Polacy nie startowali                        | [ 67 ] |
| 22 marca | Bieg masowy    | K   | 1. Laura Dahlmeier 35:08,2 (0) 2. Gabriela Soukalová +7,1 (0) 3. Marie Dorin Habert +19,9 (2) | 4. Darja Domraczewa 5. Karin Oberhofer 6. Franziska Preuß 7. Tiril Eckhoff 8. Jekatierina Jurłowa 9. Franziska Hildebrand 10. Wałentyna Semerenko | 24. Weronika Nowakowska-Ziemniak +3:52,2 (3) | [ 68 ] |

## Klasyfikacje

### Kobiety
| Miejsce | Zawodniczka          | Punkty |
| ------- | -------------------- | ------ |
| 1.      | Darja Domraczewa     | 1092   |
| 2.      | Kaisa Mäkäräinen     | 1044   |
| 3.      | Wałentyna Semerenko  | 865    |
| 4.      | Veronika Vítková     | 793    |
| 5.      | Franziska Hildebrand | 757    |
| 6.      | Gabriela Soukalová   | 752    |
| 7.      | Dorothea Wierer      | 745    |
| 8.      | Laura Dahlmeier      | 725    |
| 9.      | Franziska Preuß      | 651    |
| 10.     | Karin Oberhofer      | 643    |

| Miejsce | Zawodniczka                  | Punkty |
| ------- | ---------------------------- | ------ |
| 11.     | Tiril Eckhoff                | 598    |
| 12.     | Anaïs Bescond                | 545    |
| 13.     | Jekatierina Głazyrina        | 544    |
| 14.     | Weronika Nowakowska-Ziemniak | 529    |
| 15.     | Marie Dorin Habert           | 526    |
| 16.     | Darja Wirołajnen             | 499    |
| 17.     | Susan Dunklee                | 458    |
| 18.     | Nadieżda Skardino            | 442    |
| 19.     | Jana Gereková                | 428    |
| 20.     | Vanessa Hinz                 | 412    |

| Miejsce | Zawodniczka          | Punkty |
| ------- | -------------------- | ------ |
| 1.      | Kaisa Mäkäräinen     | 162    |
| 2.      | Darja Domraczewa     | 139    |
| 3.      | Veronika Vítková     | 122    |
| 4.      | Franziska Hildebrand | 103    |
| 5.      | Nadieżda Skardino    | 89     |
| 6.      | Gabriela Soukalová   | 86     |
| 7.      | Jekatierina Jurłowa  | 82     |
| 8.      | Laura Dahlmeier      | 81     |
| 9.      | Susan Dunklee        | 79     |
| 10.     | Megan Heinicke       | 78     |

| Miejsce | Zawodniczka          | Punkty |
| ------- | -------------------- | ------ |
| 1.      | Darja Domraczewa     | 416    |
| 2.      | Kaisa Mäkäräinen     | 364    |
| 3.      | Veronika Vítková     | 347    |
| 4.      | Dorothea Wierer      | 333    |
| 5.      | Wałentyna Semerenko  | 328    |
| 6.      | Tiril Eckhoff        | 307    |
| 7.      | Franziska Hildebrand | 302    |
| 8.      | Laura Dahlmeier      | 292    |
| 9.      | Gabriela Soukalová   | 281    |
| 10.     | Karin Oberhofer      | 266    |

| Miejsce | Zawodniczka           | Punkty |
| ------- | --------------------- | ------ |
| 1.      | Kaisa Mäkäräinen      | 348    |
| 2.      | Darja Domraczewa      | 347    |
| 3.      | Wałentyna Semerenko   | 255    |
| 4.      | Laura Dahlmeier       | 224    |
| 5.      | Dorothea Wierer       | 214    |
| 6.      | Franziska Hildebrand  | 204    |
| 7.      | Gabriela Soukalová    | 195    |
| 8.      | Franziska Preuß       | 194    |
| 9.      | Veronika Vítková      | 191    |
| 10.     | Jekatierina Głazyrina | 190    |

| Miejsce | Zawodniczka          | Punkty |
| ------- | -------------------- | ------ |
| 1.      | Franziska Preuß      | 218    |
| 2.      | Wałentyna Semerenko  | 210    |
| 3.      | Darja Domraczewa     | 206    |
| 4.      | Gabriela Soukalová   | 200    |
| 5.      | Kaisa Mäkäräinen     | 193    |
| 6.      | Karin Oberhofer      | 172    |
| 7.      | Anaïs Bescond        | 166    |
| 8.      | Franziska Hildebrand | 163    |
| 9.      | Darja Wirołajnen     | 141    |
| 10.     | Veronika Vítková     | 137    |

| Miejsce | Reprezentacja | Punkty |
| ------- | ------------- | ------ |
| 1.      | Czechy        | 316    |
| 2.      | Niemcy        | 302    |
| 3.      | Francja       | 266    |
| 4.      | Białoruś      | 262    |
| 5.      | Włochy        | 253    |
| 6.      | Ukraina       | 238    |
| 7.      | Norwegia      | 232    |
| 8.      | Rosja         | 230    |
| 9.      | Polska        | 196    |
| 10.     | Kanada        | 180    |

| Miejsce | Reprezentacja | Punkty |
| ------- | ------------- | ------ |
| 1.      | Niemcy        | 7853,5 |
| 2.      | Czechy        | 7646,5 |
| 3.      | Francja       | 7400,5 |
| 4.      | Białoruś      | 7266,5 |
| 5.      | Ukraina       | 7074   |
| 6.      | Rosja         | 7001   |
| 7.      | Norwegia      | 6942,5 |
| 8.      | Włochy        | 6818   |
| 9.      | Polska        | 6013,5 |
| 10.     | Słowacja      | 5074,5 |

### Mężczyźni
| Miejsce | Zawodnik             | Punkty |
| ------- | -------------------- | ------ |
| 1.      | Martin Fourcade      | 1042   |
| 2.      | Anton Szypulin       | 978    |
| 3.      | Jakov Fak            | 883    |
| 4.      | Simon Schempp        | 792    |
| 5.      | Johannes Thingnes Bø | 728    |
| 6.      | Ondřej Moravec       | 655    |
| 7.      | Jewgienij Garaniczew | 635    |
| 8.      | Michal Šlesingr      | 630    |
| 9.      | Emil Hegle Svendsen  | 613    |
| 10.     | Erik Lesser          | 606    |

| Miejsce | Zawodnik               | Punkty |
| ------- | ---------------------- | ------ |
| 11.     | Simon Fourcade         | 586    |
| 12.     | Fredrik Lindström      | 543    |
| 13.     | Arnd Peiffer           | 538    |
| 14.     | Ole Einar Bjørndalen   | 524    |
| 15.     | Simon Eder             | 521    |
| 16.     | Nathan Smith           | 503    |
| 17.     | Benjamin Weger         | 502    |
| 18.     | Daniel Böhm            | 494    |
| 19.     | Tarjei Bø              | 493    |
| 20.     | Jean-Guillaume Béatrix | 467    |

| Miejsce | Zawodnik             | Punkty |
| ------- | -------------------- | ------ |
| 1.      | Martin Fourcade      | 335    |
| 2.      | Anton Szypulin       | 305    |
| 3.      | Jakov Fak            | 282    |
| 4.      | Simon Schempp        | 228    |
| 5.      | Erik Lesser          | 207    |
| 6.      | Emil Hegle Svendsen  | 199    |
| 7.      | Tarjei Bø            | 183    |
| 8.      | Fredrik Lindström    | 181    |
| 9.      | Jewgienij Garaniczew | 179    |
| 10.     | Nathan Smith         | 172    |

| Miejsce | Zawodnik             | Punkty |
| ------- | -------------------- | ------ |
| 1.      | Martin Fourcade      | 416    |
| 2.      | Anton Szypulin       | 370    |
| 3.      | Simon Schempp        | 354    |
| 4.      | Jakov Fak            | 337    |
| 5.      | Johannes Thingnes Bø | 330    |
| 6.      | Jewgienij Garaniczew | 258    |
| 7.      | Ondřej Moravec       | 254    |
| 8.      | Michal Šlesingr      | 242    |
| 9.      | Arnd Peiffer         | 241    |
| 10.     | Benjamin Weger       | 239    |

| Miejsce | Zawodnik             | Punkty |
| ------- | -------------------- | ------ |
| 1.      | Martin Fourcade      | 256    |
| 2.      | Simon Schempp        | 228    |
| 3.      | Jakov Fak            | 217    |
| 4.      | Anton Szypulin       | 203    |
| 5.      | Emil Hegle Svendsen  | 177    |
| 6.      | Jewgienij Garaniczew | 155    |
| 7.      | Johannes Thingnes Bø | 136    |
| 8.      | Erik Lesser          | 131    |
| 9.      | Andreas Birnbacher   | 130    |
| 10.     | Fredrik Lindström    | 128    |

| Miejsce | Zawodnik             | Punkty |
| ------- | -------------------- | ------ |
| 1.      | Anton Szypulin       | 242    |
| 2.      | Jakov Fak            | 204    |
| 3.      | Martin Fourcade      | 186    |
| 4.      | Simon Eder           | 174    |
| 5.      | Ondřej Moravec       | 167    |
| 6.      | Michal Šlesingr      | 148    |
| 7.      | Simon Schempp        | 146    |
| 8.      | Fredrik Lindström    | 146    |
| 9.      | Tarjei Bø            | 144    |
| 10.     | Johannes Thingnes Bø | 134    |

| Miejsce | Reprezentacja | Punkty |
| ------- | ------------- | ------ |
| 1.      | Rosja         | 311    |
| 2.      | Norwegia      | 308    |
| 3.      | Niemcy        | 305    |
| 4.      | Francja       | 279    |
| 5.      | Austria       | 242    |
| 6.      | Ukraina       | 206    |
| 7.      | Kanada        | 198    |
| 8.      | Czechy        | 193    |
| 9.      | Słowenia      | 189    |
| 10.     | Szwajcaria    | 185    |

| Miejsce | Reprezentacja | Punkty |
| ------- | ------------- | ------ |
| 1.      | Norwegia      | 8096,5 |
| 2.      | Niemcy        | 8001,5 |
| 3.      | Francja       | 7812,5 |
| 4.      | Rosja         | 7800   |
| 5.      | Czechy        | 6755,5 |
| 6.      | Austria       | 6750   |
| 7.      | Ukraina       | 6216   |
| 8.      | Szwajcaria    | 5642,5 |
| 9.      | Kanada        | 5609   |
| 10.     | Słowenia      | 5581,5 |

### Sztafety mieszane
| Miejsce | Reprezentacja     | Punkty |
| ------- | ----------------- | ------ |
| 1.      | Norwegia          | 216    |
| 2.      | Francja           | 194    |
| 3.      | Czechy            | 174    |
| 4.      | Ukraina           | 169    |
| 5.      | Niemcy            | 167    |
| 6.      | Rosja             | 163    |
| 7.      | Białoruś          | 139    |
| 8.      | Stany Zjednoczone | 138    |
| 9.      | Austria           | 131    |
| 10.     | Słowenia          | 120    |

| Miejsce | Reprezentacja | Punkty |
| ------- | ------------- | ------ |
| 11.     | Szwecja       | 120    |
| 12.     | Szwajcaria    | 111    |
| 13.     | Słowacja      | 110    |
| 14.     | Włochy        | 104    |
| 15.     | Finlandia     | 104    |
| 16.     | Bułgaria      | 103    |
| 17.     | Polska        | 103    |
| 18.     | Rumunia       | 93     |
| 19.     | Kanada        | 80     |
| 20.     | Litwa         | 79     |

## Wyniki Polaków

### Indywidualne
Kobiety
| Zawodniczka            | IN | SP | PU | SP | PU | SP | PU | MS | SP | MS | SP | MS | SP | PU | SP | PU | IN | SP | SP | PU | IN | MS | SP | PU | MS |
| K. Guzik               | 26 | 32 | 49 | 84 | q  | 48 | 22 | -  | 38 | q  | 43 | q  | 75 | q  | 26 | 22 | 42 | 50 | 5  | 8  | 14 | 17 | -  | -  | -  |
| M. Gwizdoń             | 32 | 16 | 47 | 26 | 36 | 73 | q  | -  | 64 | q  | 70 | q  | 45 | 47 | -  | -  | -  | -  | 7  | 17 | 56 | 19 | -  | -  | -  |
| M. Hojnisz             | 44 | 75 | q  | 38 | 11 | 27 | 35 | -  | 15 | 26 | 17 | q  | 33 | 22 | -  | -  | 5  | 7  | 75 | q  | 9  | -  | -  | -  | -  |
| P. Hojnisz             | –  | -  | -  | -  | -  | 62 | q  | -  | -  | -  | 94 | q  | -  | -  | -  | -  | -  | -  | -  | -  | -  | -  | -  | -  | -  |
| A. Mąka                | 82 | 95 | q  | -  | -  | -  | -  | -  | -  | -  | -  | -  | -  | -  | 75 | q  | -  | -  | -  | -  | -  | -  | -  | -  | -  |
| K. Mitoraj             | –  | -  | -  | 80 | q  | -  | -  | -  | -  | -  | -  | -  | -  | -  | -  | -  | -  | -  | -  | -  | -  | -  | -  | -  | -  |
| W. Nowakowska-Ziemniak | 14 | 28 | 48 | 12 | 39 | 7  | 15 | 14 | 11 | 13 | 44 | 6  | 9  | 14 | -  | -  | 23 | 20 | 2  | 3  | 13 | 23 | 39 | 28 | 24 |
| K. Pitoń               | –  | -  | -  | -  | -  | -  | -  | -  | 85 | q  | -  | -  | 65 | q  | 52 | 45 | 69 | 82 | -  | -  | -  | -  | -  | -  | -  |

Mężczyźni
| Zawodnik     | IN | SP | PU | SP | PU | SP | PU | MS | SP | MS | SP | MS | SP | PU | SP  | PU | IN | SP | SP | PU | IN | MS | SP | PU | MS |
| G. Guzik     | –  | -  | -  | -  | -  | 59 | 57 | -  | 97 | q  | 77 | q  | 84 | q  | 61  | q  | 89 | 89 | 89 | q  | 77 | -  | -  | -  | -  |
| M. Janik     | –  | -  | -  | 90 | q  | -  | -  | -  | -  | -  | -  | -  | -  | -  | -   | -  | -  | -  | -  | -  | -  | -  | -  | -  | -  |
| K. Pływaczyk | 78 | 86 | q  | -  | -  | -  | -  | -  | 73 | q  | 60 | q  | -  | -  | DNS | -  | -  | -  | 58 | 60 | 71 | -  | -  | -  | -  |
| Ł. Szczurek  | 70 | 70 | q  | 95 | q  | 83 | q  | -  | -  | -  | -  | -  | 98 | q  | 51  | 53 | 51 | 82 | 63 | q  | 46 | -  | -  | -  | -  |

### Drużynowe
Kobiety
| RL | RL | RL | RL | RL | RL |
| -- | -- | -- | -- | -- | -- |
| 6  | 9  | 7  | 9  | 11 | 13 |

Mężczyźni
| RL     | RL     | RL     | RL     | RL | RL     |
| ------ | ------ | ------ | ------ | -- | ------ |
| LPD 20 | LPD 20 | LPD 18 | LPD 20 | -  | LPD 20 |

Sztafety mieszane
| RM | RM     | RM |
| -- | ------ | -- |
| 14 | LPD 16 | 14 |

Pojedyncza sztafeta mieszana
| SR |
| -- |
| 17 |

| Legenda oznaczeń | Legenda oznaczeń                                                          |
| ---------------- | ------------------------------------------------------------------------- |
| SP               | Sprint                                                                    |
| PU               | Bieg pościgowy (na dochodzenie)                                           |
| IN               | Bieg indywidualny                                                         |
| MS               | Bieg masowy                                                               |
| RL               | Sztafeta                                                                  |
| MR               | Sztafeta mieszana                                                         |
| SR               | Pojedyncza sztafeta mieszana                                              |
| DNS              | Zawodnik/czka został/a zgłoszony/a do rywalizacji, ale nie wystartował/a. |
| DNF              | Zawodnik/czka nie ukończył/a biegu.                                       |
| DSQ              | Zawodnik/czka został/a zdyskwalifikowany/a.                               |
| LPD              | Zawodnik/czka został/a zdublowany/a.                                      |
| q                | Zawodnik/czka nie zakwalifikował/a się do biegu pościgowego.              |
| –                | Zawodnik/czka nie startował/a w konkursie.                                |
| odw.             | Zawody zostały odwołane.                                                  |
| Kolory           |                                                                           |
| Złoty            | Pierwsze miejsce                                                          |
| Srebrny          | Drugie miejsce                                                            |
| Brązowy          | Trzecie miejsce                                                           |
| Jasnoniebieski   | miejsca 4 - 40                                                            |
| czerwony         | DSQ, DNF, DNS                                                             |

## Varia
Zawodnicy, którzy w sezonie 14/15 odnieśli pierwsze zwycięstwo w karierze:
- Tiril Eckhoff (NOR) – 24 lata, w jej czwartym sezonie, sprint w Östersund[84], pierwsze podium w biegu pościgowym w Le Grand-Bornand w sezonie 2013/2014[85]
- Veronika Vítková (CZE) – 26 lat, w jej dziewiątym sezonie, sprint w Oberhofie[86], pierwsze podium w biegu pościgowym w Oberhofie w sezonie 2012/2013[87]
- anny Welle-Strand Horn (NOR) – 26 lat, w jej szóstym sezonie, sprint w Ruhpolding, jednocześnie jej pierwsze podium[88]
- Laura Dahlmeier (GER) – 21 lat, w jej trzecim sezonie, sprint w Novym Mescie[89], pierwsze podium zanotowała w Anterslevie w tymże sezonie[90]
- Marie Dorin Habert (FRA) – 29 lat, w siódmym sezonie jej startów, zwycięstwo w sprincie na mistrzostwach świata[91], pierwsze podium zanotowała w biegu pościgowym w Chanty-Mansyjsku w sezonie 2008/2009
- Erik Lesser (GER) – 27 lat, w jego piątym sezonie, zwycięstwo w biegu pościgowym na mistrzostwach świata[92], pierwsze podium zanotował w biegu indywidualnym w Östersund w sezonie 2012/2013.
- Jekatierina Jurłowa (RUS) – 30 lat, w jej szóstym sezonie, zwycięstwo w biegu indywidualnym na mistrzostwach świata, jednocześnie jej pierwsze podium[93]

Zawodnicy, którzy po raz pierwszy stanęli na podium:
- Karin Oberhofer (ITA) – 29 lat, w jej szóstym sezonie, drugie miejsce w sprincie w Hochfilzen[94]
- Nicole Gontier (ITA) – 23 lata, w jej czwartym sezonie, trzecie miejsce w sprincie w Oberhofie[95]
- Franziska Preuß (DEU) – 20 lat, w jej drugim sezonie, drugie miejsce w biegu masowy w Ruhpolding[96]
- Quentin Fillon Maillet (FRA) – 22 lata, w jego drugim sezonie, drugie miejsce w biegu masowym w Ruhpolding[97]
- Laura Dahlmeier (DEU) – 21 lat, w jej trzecim sezonie, trzecie miejsce w sprincie w Anterselvie[90]
- Franziska Hildebrand (DEU) – 27 lat, w jej czwartym sezonie, drugie miejsce w Nowym Mescie[98].
- Weronika Nowakowska-Ziemniak (POL) – 29 lat, w jej ósmym sezonie startów, drugie miejsce w sprincie podczas mistrzostw świata[99]